# Helicopsyche scaloida
Helicopsyche scaloida là một loài cánh lông hóa thạch trong họ Helicopsychidae.